# سقوط جدار برلين
سقوط جدار برلين (بالألمانية: Mauerfall)، في 9 نوفمبر 1989، كان حدثا محوريا في تاريخ العالم الذي شهد سقوط الستار الحديدي. فسقطت الحدود الألمانية الداخلية بعد فترة وجيزة. وتم إعلان انتهاء الحرب الباردة في قمة مالطا بعد ثلاثة أسابيع، وتمت إعادة توحيد ألمانيا خلال العام التالي.

## خلفية
في أعقاب تفكيك السياج الكهربائي على طول الحدود بين المجر والنمسا في أبريل 1989، كان اللاجئون في أوائل نوفمبر يجدون طريقهم إلى المجر عبر تشيكوسلوفاكيا أو عبر سفارة ألمانيا الغربية في براغ. تم التسامح مع الهجرة في البداية بسبب الاتفاقات الطويلة الأمد مع الحكومة التشيكوسلوفاكية، والتي سمحت بحرية السفر عبر الحدود المشتركة. ومع ذلك نمت حركة الناس هذه إلى حد كبير مما تسبب في صعوبات لكلا البلدين. بالإضافة إلى ذلك، كانت ألمانيا الشرقية تكافح من أجل سداد مدفوعات القروض على القروض الأجنبية. أرسل إيغون كرينز ألكساندر شالك-جولودكوفسكي لمطالبة ألمانيا الغربية دون جدوى بقرض قصير الأجل لتسديد مدفوعات الفائدة. :344
في 18 أكتوبر 1989، استقال إريك هونيكر، زعيم حزب الوحدة الاشتراكية الألمانية لفترة طويلة لصالح كرينز. كان هونيكر يعاني من مرض خطير، وكان أولئك الذين يتطلعون إلى استبداله على استعداد في البداية لانتظار «حل بيولوجي»، ولكن بحلول أكتوبر كانوا مقتنعين بأن الوضع السياسي والاقتصادي خطير للغاية.  :339 وافق Honecker على الاختيار، وتسمية Krenz في خطاب استقالته، وانتخبه Volkskammer حسب الأصول. على الرغم من وعد كرينز بالإصلاحات في أول خطاب علني له، اعتبره الجمهور الألماني الشرقي يتبع سياسات سلفه، واستمرت الاحتجاجات العامة التي تطالب باستقالته. :347 على الرغم من وعود بالإصلاح، استمرت المعارضة الشعبية للنظام في النمو.
في 1 نوفمبر، أذن كرينز بإعادة فتح الحدود مع تشيكوسلوفاكيا، والتي كانت مغلقة لمنع الألمان الشرقيين من الفرار إلى ألمانيا الغربية. في 4 نوفمبر، تم تنظيم مظاهرة Alexanderplatz. 
في 6 نوفمبر، نشرت وزارة الداخلية مسودة لوائح السفر الجديدة، والتي أدخلت تغييرات تجميلية على قواعد عهد هونيكر، وترك عملية الموافقة غامضة والحفاظ على عدم اليقين فيما يتعلق بالحصول على العملات الأجنبية. أغضبت المسودة المواطنين العاديين، وتم استنكارها من قبل عمدة برلين الغربية والتر مومبر ووصفها بأنها «قمامة كاملة».  احتشد المئات من اللاجئين على سفارة ألمانيا الغربية في براغ، مما أثار غضب التشيكوسلوفاكيين، الذين هددوا بإغلاق الحدود الألمانية الشرقية التشيكوسلوفاكية. 
في 7 نوفمبر، وافق كرينز على استقالة رئيس الوزراء ويلي ستوف وثلثي المكتب السياسي؛ ومع ذلك، تم إعادة انتخاب كرينز بالإجماع كأمين عام من قبل اللجنة المركزية.  :341

## صياغة اللوائح الجديدة
في 19 أكتوبر، طلب كرينز من جيرهارد لوتير إعداد سياسة سفر جديدة.
في اجتماع المكتب السياسي في 7 نوفمبر، تقرر إصدار جزء من مسودة لوائح السفر التي تتناول الهجرة الدائمة على الفور. في البداية، خطط المكتب السياسي لإنشاء معبر حدودي خاص بالقرب من شيرندنج خصيصًا لهذه الهجرة.  خلص البيروقراطيون الداخليون والستاسيون المكلفون بصياغة النص الجديد، إلى أن هذا لم يكن مجديًا، وصاغوا نصًا جديدًا يتعلق بالهجرة والسفر المؤقت. وقد نصت على أنه يمكن لمواطني ألمانيا الشرقية التقدم بطلب للحصول على تصريح للسفر إلى الخارج دون الحاجة إلى تلبية المتطلبات السابقة لتلك الرحلات.  لتخفيف الصعوبات، قرر المكتب السياسي بقيادة كرينز في 9 نوفمبر السماح للاجئين بالخروج مباشرة عبر نقاط العبور بين ألمانيا الشرقية وألمانيا الغربية، بما في ذلك بين برلين الشرقية والغربية. في وقت لاحق من نفس اليوم، عدلت الإدارة الوزارية الاقتراح ليشمل السفر الخاص ذهابًا وإيابًا. كانت اللوائح الجديدة نافذة المفعول في اليوم التالي.

### VVS b2-937 / 89
| نص التنظيم | نص التنظيم |
| الألمانية الأصلية | الترجمة العربية |
| --- | --- |
| Zur Veränderung der Situation der ständigen Ausreise von DDR-Bürgern nach der BRD über die CSSR wird festgelegt: 1) يموت Verordnung vom 30. November 1988 über Reisen von Bürgern der DDR in das Ausland (GBl. انا رقم 25 S. 271) findet bis zur Inkraftsetzung des neuen Reisegesetzes keine Anwendung mehr. 2) Ab sofort treten folgende zeitweilige Übergangsregelungen für Reisen und ständige Ausreisen aus der DDR in das Ausland in Kraft: ا. Privatreisen nach dem Ausland können ohne Vorliegen von Voraussetzungen (Reiseanlässe und Verwandtschaftsverhältnisse) beantragt werden. Die Genehmigungen werden kurzfristig erteilt. Versagungsgründe werden nur in besonderen Ausnahmefällen angewandt. ب. Die zuständigen Abteilungen Paß- und Meldewesen der VPKÄ in der DDR sind angewiesen، Visa zur ständigen Ausreise unverzüglich zu erteilen، ohne daß dafür noch geltende Voraussetzungen für eine ständige. Die Antragstellung auf ständige Ausreise is wie bisher auch bei den Abteilungen Innere Angelegenheiten möglich. ج. Ständige Ausreisen können über alle Grenzübergangsstellen der DDR zur BRD bzw. zu برلين (الغرب) erfolgen. د. Damit entfällt die vorübergehend ermöglichte Erteilung von entsprechenden Genehmigungen in Auslandsvertretungen der DDR bzw. die ständige Ausreise mit dem Personalausweis der DDR über Drittstaaten. 3) dieber die zeitweiligen Übergangsregelungen ist die beigefügte Pressemitteilung am 10. نوفمبر 1989 zu veröffentlichen. | لتغيير الوضع فيما يتعلق بالخروج الدائم لمواطني ألمانيا الشرقية إلى ألمانيا الغربية عبر جمهورية تشيكوسلوفاكيا الاشتراكية، فقد تقرر أن: 1. لن يتم تطبيق المرسوم الصادر في 30 نوفمبر 1988 بشأن سفر مواطني ألمانيا الشرقية إلى الخارج حتى يدخل قانون السفر الجديد حيز التنفيذ. 2. بدءًا من الحال، تسري لوائح الانتقال المؤقتة التالية للسفر إلى الخارج والخروج الدائم من ألمانيا الشرقية: أ) يمكن الآن تقديم طلبات الأفراد من أجل السفر إلى الخارج دون المتطلبات الموجودة مسبقًا (لإثبات الحاجة إلى السفر أو إثبات العلاقات العائلية). سيتم إصدار تصاريح السفر خلال فترة زمنية قصيرة. لن يتم تطبيق أسباب الرفض إلا في حالات استثنائية بشكل خاص. ب) يتم إصدار تعليمات إلى الإدارات المسؤولة عن مراقبة الجوازات والتسجيل في مكاتب الشرطة الشعبية في ألمانيا الشرقية بإصدار تأشيرات للخروج الدائم دون تأخير ودون تقديم المتطلبات الحالية للخروج الدائم. لا يزال من الممكن التقدم بطلب للحصول على خروج دائم في إدارات الشؤون الداخلية [للمجالس المحلية أو المجالس المحلية]. ج) المخارج الدائمة ممكنة عبر جميع المعابر الحدودية الألمانية الشرقية إلى ألمانيا الغربية و (غرب) برلين د) توقفت الممارسة المؤقتة المتمثلة في إصدار تصاريح (سفر) عبر قنصليات ألمانيا الشرقية والخروج الدائم باستخدام بطاقة هوية شخصية من ألمانيا الشرقية فقط عبر بلدان ثالثة. 3. سيصدر البيان الصحفي المرفق الذي يشرح لائحة الانتقال المؤقتة في 10 نوفمبر. |

| خبر صحفى | خبر صحفى |
| الألمانية الأصلية | الترجمة العربية |
| --- | --- |
| Verantwortlich: Regierungssprecher beim Ministerrat der DDR برلين (ADN) Wie die Presseabteilung des Ministeriums des Innern mitteilt، hat der Ministerrat der DDR beschlossen، daß bis zum Inkrafttreten einer entsprechenden gesetzlichen Regelung durch die Volkskammer folgende zeitweilige Übergangsregelung fürgisse 1. Privatreisen nach dem Ausland können ohne Vorliegen von Voraussetzungen (Reiseanlässe und Verwandtschaftsverhältnisse) beantragt werden. Die Genehmigungen werden kurzfristig erteilt. Versagungsgründe werden nur in besonderen Ausnahmefällen angewandt. 2. Die zuständigen Abteilungen Paß- und Meldewesen der VPKÄ in der DDR sind angewiesen، Visa zur ständigen Ausreise unverzüglich zu erteilen، ohne daß dafür noch geltende Voraussetzungen für eine ständige. Die Antragstellung auf ständige Ausreise is wie bisher auch bei den Abteilungen Innere Angelegenheiten möglich. 3. Ständige Ausreisen können über alle Grenzübergangsstellen der DDR zur BRD bzw. zu برلين (الغرب) erfolgen. 4. Damit entfällt die vorübergehend ermöglichte Erteilung von entsprechenden Genehmigungen in Auslandsvertretungen der DDR bzw. die ständige Ausreise mit dem Personalausweis der DDR über Drittstaaten. | المسؤول: المتحدث باسم الحكومة الألمانية الشرقية. مجلس الوزراء برلين (ADN) كما أعلن المكتب الصحفي لوزارة الداخلية، قرر مجلس وزراء ألمانيا الشرقية أن اللائحة الانتقالية المؤقتة التالية للسفر إلى الخارج والخروج الدائم من ألمانيا الشرقية ستكون سارية حتى يتم تطبيق قانون مماثل من قبل Volkskammer : 1) يمكن الآن تقديم طلبات الأفراد من أجل السفر إلى الخارج دون المتطلبات الموجودة مسبقًا (لإثبات الحاجة إلى السفر أو إثبات العلاقات العائلية). سيتم إصدار تصاريح السفر خلال فترة زمنية قصيرة. لن يتم تطبيق أسباب الرفض إلا في حالات استثنائية بشكل خاص. 2) يُطلب من الإدارات المسؤولة عن مراقبة الجوازات والتسجيل في مكاتب الشرطة الشعبية في ألمانيا الشرقية إصدار تأشيرات للخروج الدائم دون تأخير ودون تقديم المتطلبات الحالية للخروج الدائم. لا يزال من الممكن التقدم بطلب للحصول على خروج دائم في إدارات الشؤون الداخلية [للمجالس المحلية أو المجالس البلدية]. 3) المخارج الدائمة ممكنة عبر جميع المعابر الحدودية الألمانية الشرقية إلى ألمانيا الغربية و (غرب) برلين. 4) يلغي هذا القرار الممارسة المؤقتة المتمثلة في إصدار تصاريح (سفر) من خلال قنصليات ألمانيا الشرقية والخروج الدائم من خلال بطاقة هوية شخصية من ألمانيا الشرقية فقط عن طريق بلدان ثالثة. |

## مؤتمر صحفي

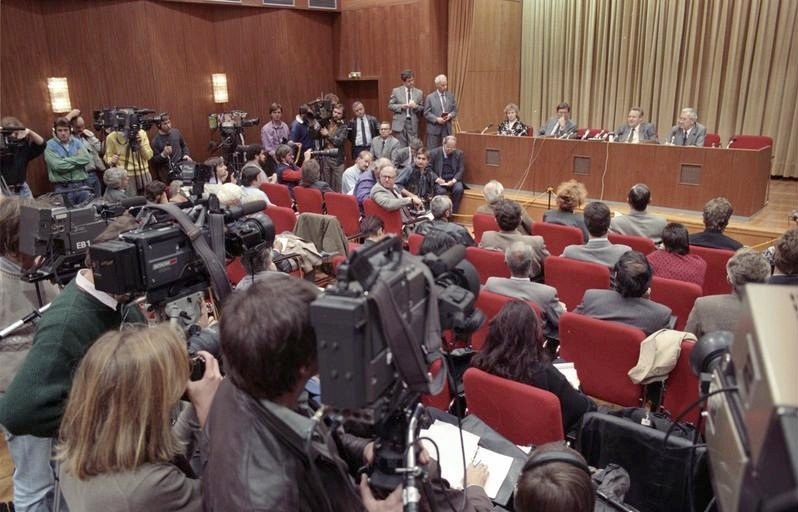
المؤتمر الصحفي الذي عقد في 9 نوفمبر 1989 من قبل غونتر Schabowski (يجلس على خشبة المسرح، والثاني من اليمين) ومسؤولين آخرين من ألمانيا الشرقية مما أدى إلى سقوط الجدار. يجلس ريكاردو إيرمان على أرضية المنصة مع الطاولة خلفه مباشرة.

جرى الإعلان عن اللوائح التي أسقطت الجدار في مؤتمر صحفي استمر لمدة ساعة بقيادة جونتر شابوفسكي، رئيس الحزب في برلين الشرقية والمتحدث باسم المكتب السياسي لـSED، ابتداء من الساعة 18:00 بتوقيت وسط أوروبا في 9 نوفمبر والبث المباشر على التلفزيون والإذاعة الألمانية الشرقية ‏.  :352
لم يشارك شابوفسكي في المناقشات حول اللوائح الجديدة. قبل وقت قصير من المؤتمر الصحفي، تم تسليمه مذكرة من Krenz للإعلان عن التغييرات، لكنه لم يعط أي تعليمات أخرى حول كيفية التعامل مع المعلومات. ينص النص على أنه يمكن لمواطني ألمانيا الشرقية التقدم بطلب للحصول على إذن بالسفر إلى الخارج دون الحاجة إلى تلبية المتطلبات السابقة لتلك الرحلات، كما يسمح بالهجرة الدائمة بين جميع المعابر الحدودية - بما في ذلك تلك بين برلين الشرقية والغربية. 
في الساعة 18:53، قرب نهاية المؤتمر الصحفي، سأل ريكاردو إيرمان من وكالة الأنباء الإيطالية أنسا عما إذا كان مشروع قانون السفر الصادر في 6 نوفمبر خطأ. أعطى شابوفسكي إجابة مربكة أكد أنها ضرورية لأن ألمانيا الغربية قد استنفدت قدرتها على قبول الألمان الشرقيين الفارين، ثم تذكرت المذكرة التي أعطاها، وأضاف أنه تمت صياغة قانون جديد للسماح بالهجرة الدائمة في أي معبر حدودي. تسبب هذا في ضجة في الغرفة. وسط العديد من الأسئلة في وقت واحد، أعرب شابوفسكي عن دهشته لأن الصحفيين لم يروا بعد هذا القانون، وبدأوا في القراءة من المذكرة. بعد ذلك، سأل مراسل، إما إيرمان أو مراسل بيلد تسايتونج بيتر برينكمان، وكلاهما كانا جالسين في الصف الأول في المؤتمر الصحفي،    عندما سأل عن موعد سريان اللوائح. بعد بضع ثوان من التردد، أجاب شابوفسكي، «على حد علمي، فإنه يصبح ساري المفعول على الفور، دون تأخير» ((بالألمانية: Das tritt nach meiner Kenntnis … ist das sofort … unverzüglich.))    :352 كان هذا افتراضًا واضحًا استنادًا إلى الفقرة الافتتاحية للمذكرة - حيث حاول جيرهارد بيل التدخل في أن الأمر متروك لمجلس الوزراء ليقرر متى بدأ سريانه، شرع شابوفسكي في قراءة هذا البند، الذي ينص على أنه كان ساري المفعول حتى صدور قانون في هذا الشأن من قبل Volkskammer. ومن الأهمية بمكان أن الصحفي سأل عما إذا كانت اللائحة تنطبق أيضًا على المعابر إلى برلين الغربية. تجاهلت شابوفسكي وقراءة البند 3 من المذكرة، والتي أكدت أنها فعلت.
بعد هذا التبادل، سأل دانيال جونسون من صحيفة ديلي تلغراف عن معنى هذا القانون لجدار برلين؛ جلس شابوفسكي قبل إلقاء بيان متجول حول الجدار مرتبطة بمسألة نزع السلاح الأكبر.   ثم أنهى المؤتمر الصحفي على الفور في الساعة 19:00 حيث سارع الصحفيون بالخروج من الغرفة. 
بعد المؤتمر الصحفي، جلس شابوفسكي لإجراء مقابلة مع مراسل شبكة إن بي سي توم بروكاو وكرر فيها أن الألمان الشرقيين سيكونون قادرين على الهجرة عبر الحدود وسوف تدخل اللوائح حيز التنفيذ على الفور. 

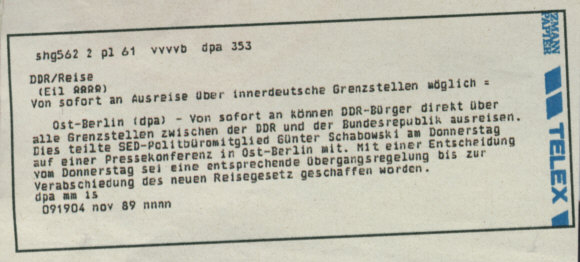
نشرة DPA

بدأت الأخبار تنتشر على الفور: أصدرت دويتشه بريس - وكالة الأنباء الألمانية الغربية نشرة في الساعة 19:04 تفيد بأن مواطني ألمانيا الشرقية سيكونون قادرين على عبور الحدود الألمانية الداخلية "على الفور". وبثت مقتطفات من المؤتمر الصحفي لشابوسكي على برنامجين الأخبار الرئيسية لالمانيا الغربية في تلك الليلة، في 19:17 على قناة زي دي اف. أعلنت جمهورية ألمانيا الديمقراطية أن حدودها مفتوحة للجميع فورًا. البوابات في الجدار سوف تبقى مفتوحة على مصرعيها. "  :353 
في عام 2009، ادعى إيرمان أن أحد أعضاء اللجنة المركزية قد اتصل به وحثه على السؤال عن قانون السفر خلال المؤتمر الصحفي، لكن شابوفسكي وصف ذلك بالسخافة.  تراجع إيرمان في وقت لاحق عن هذا التصريح في مقابلة أجريت معه عام 2014 مع صحفي نمساوي، واعترف بأن المتصل كان غونتر بوتشكي، رئيس وكالة الأنباء الألمانية الشرقية ADN، ولم يسأل إلا إذا كان إيرمان سيحضر المؤتمر الصحفي.

## استجابة فورية

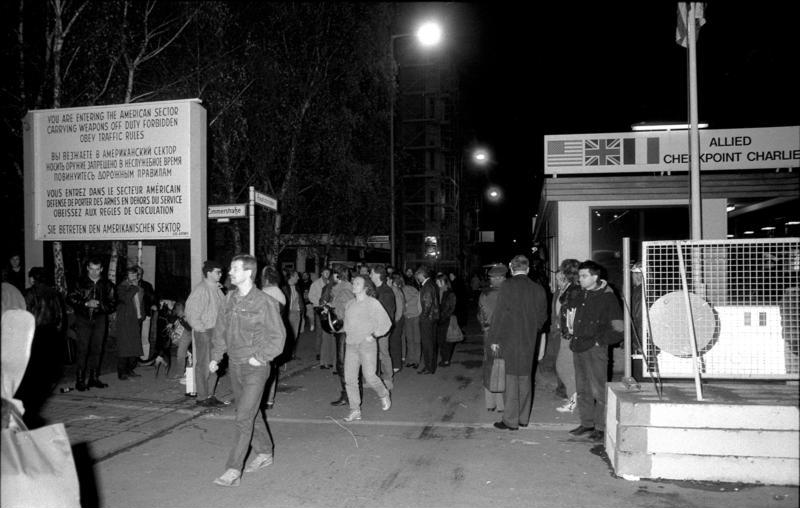
المشي عبر نقطة تفتيش تشارلي، 10 نوفمبر 1989
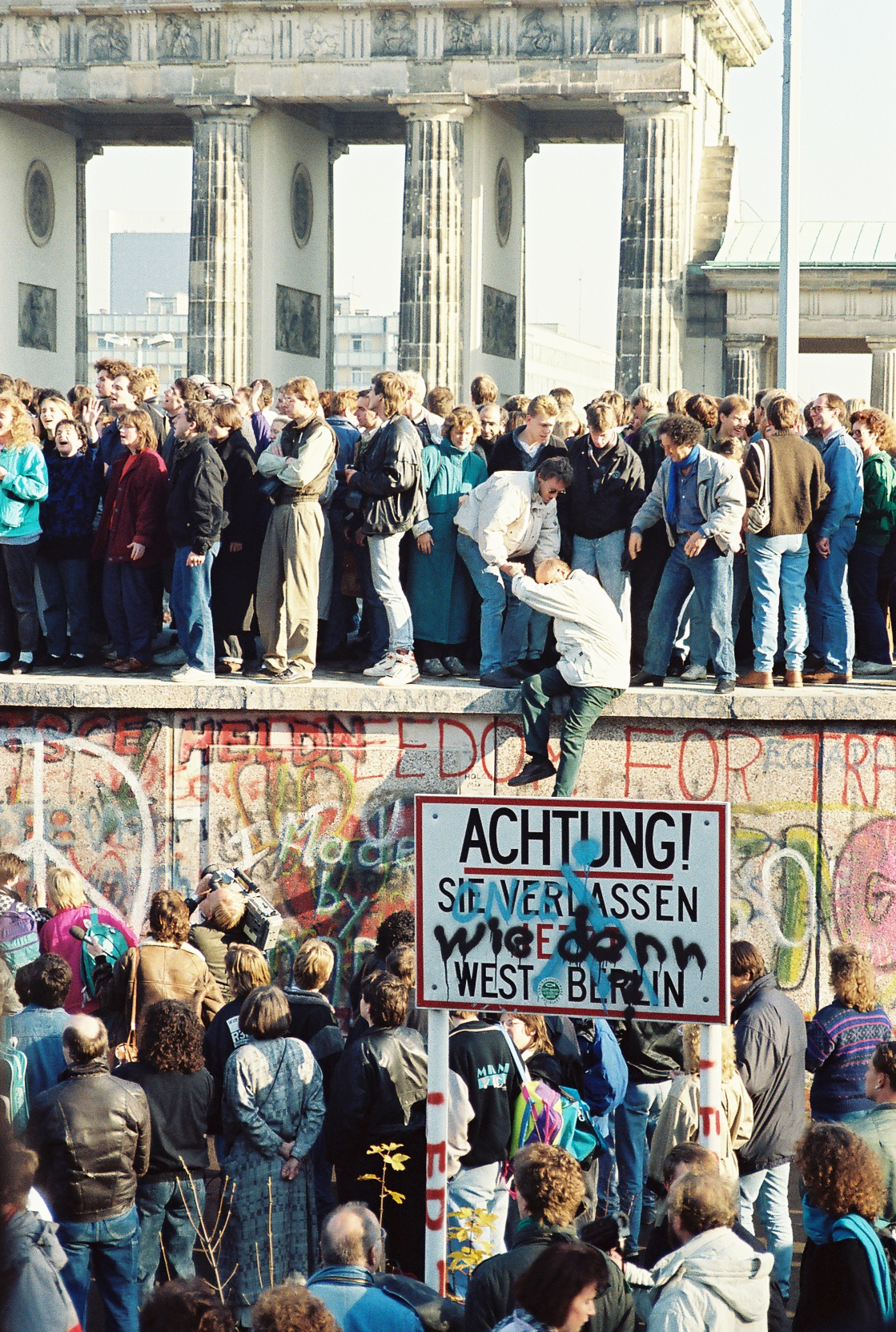
عند بوابة براندنبورغ، 10 نوفمبر 1989
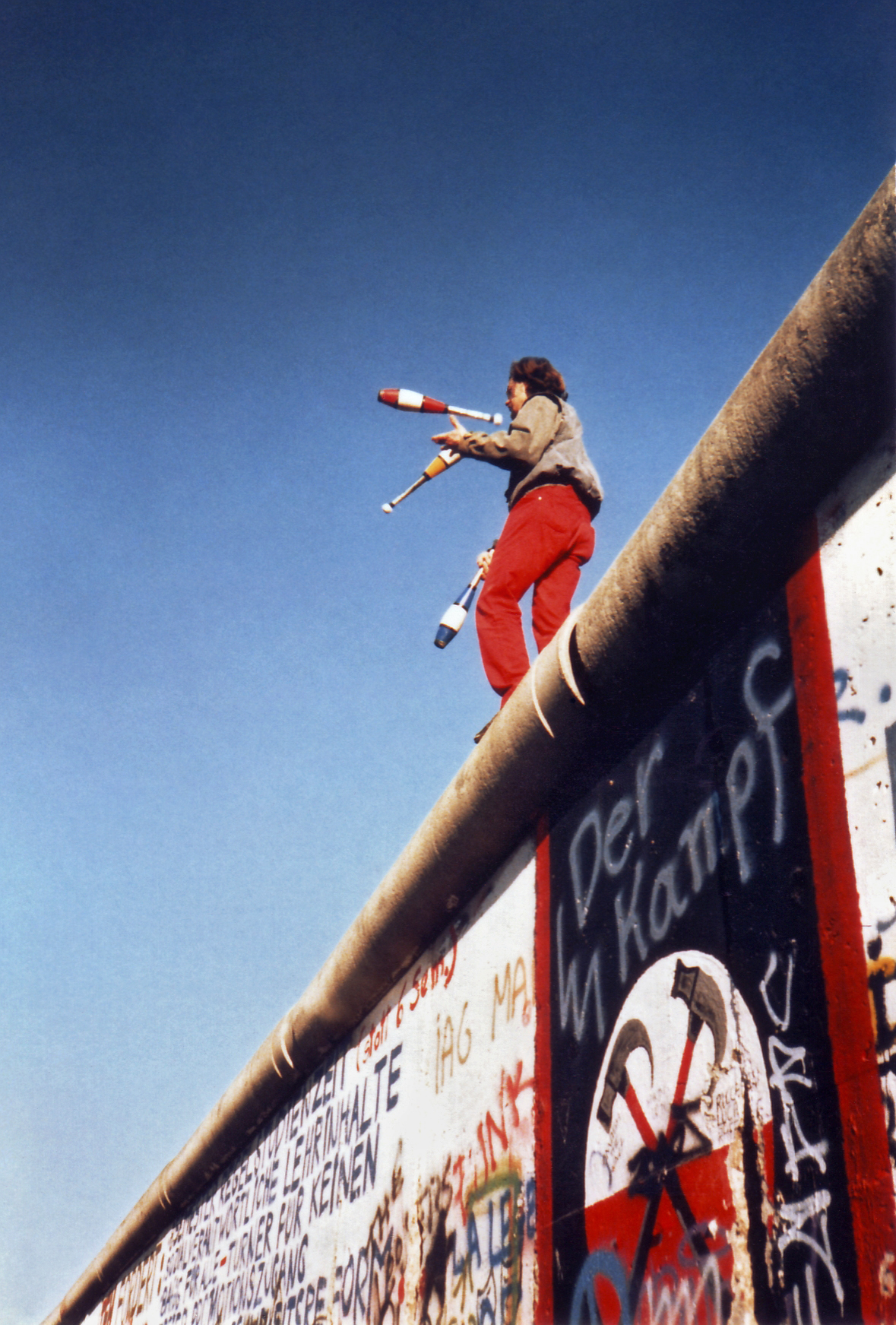
ممارسة ألعاب الخفة على الجدار في 16 نوفمبر 1989
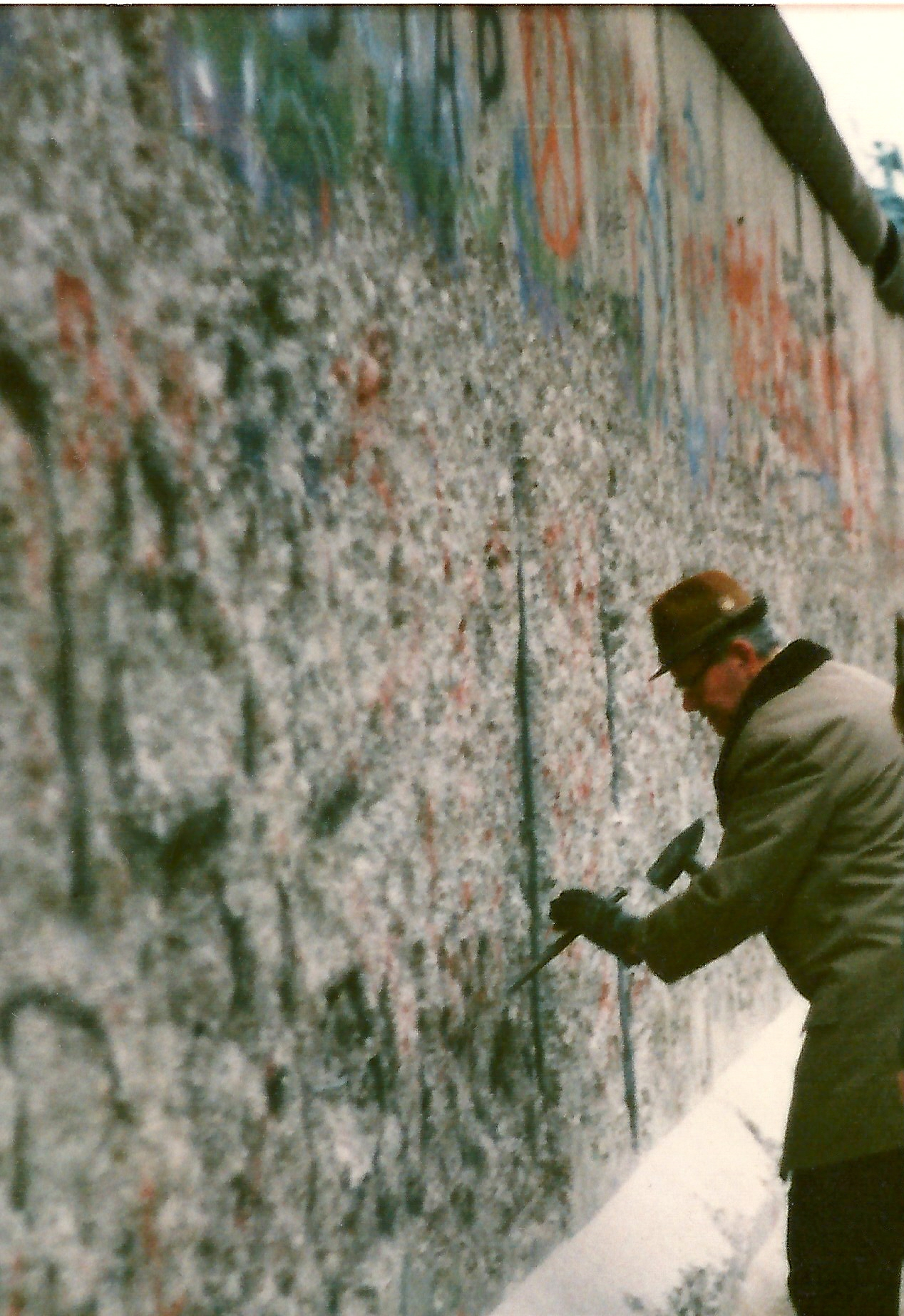
"Mauerspecht" (نوفمبر 1989)
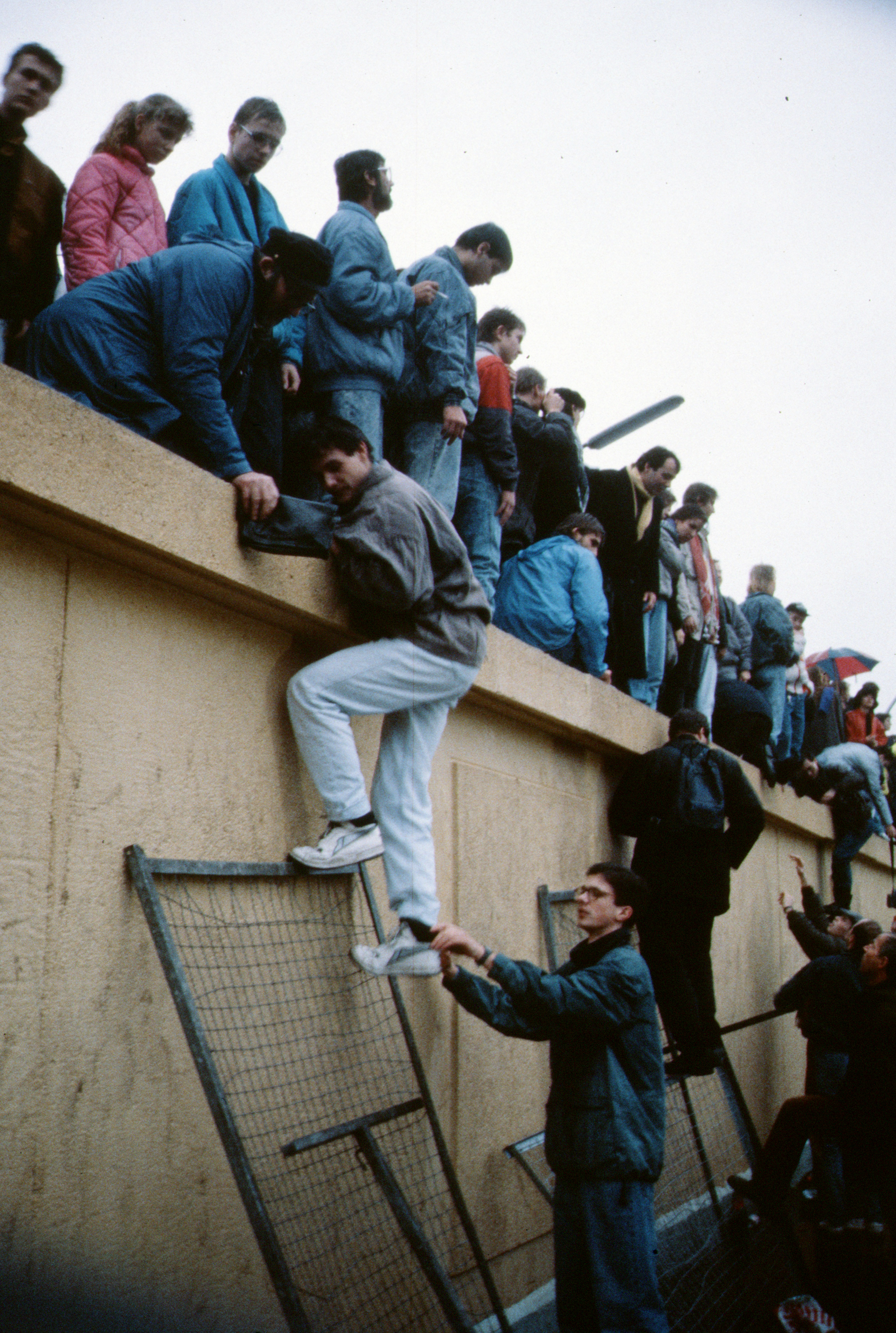
سقوط الجدار (نوفمبر 1989)
- احتفال عند المعبر الحدودي في منطقة شلوتوب في لوبيك

## بعد السقوط

### احتفالات الذكرى الثلاثين
خططت برلين لمهرجان فنون لمدة أسبوع من 4 إلى 10 نوفمبر 2019 ومهرجان موسيقى على مستوى المدينة في 9 نوفمبر للاحتفال بالذكرى السنوية الثلاثين. في 4 نوفمبر، تم افتتاح معارض خارجية في ألكساندربلاتز وبوابة براندنبورغ ومعرض إيست سايد وكنيسة جيثسيمان وكورفستندام وشلوسبلاتز ومقر شتازي السابق في ليشتنبرغ.
اختار رئيس الوزراء الباكستاني عمران خان عن عمد هذا التاريخ في 9 نوفمبر 2019 للإعلان عن الافتتاح الذي طال انتظاره لممر كارتاربور، مما يسمح للمصلين السيخ من الهند بعبور الحدود بدون تأشيرة لزيارة موقع مقدس خاصة لدينهم في الأراضي الباكستانية. في 9 نوفمبر 2019، احتفل نادي هرتا برلين بالذكرى الثلاثين لسقوط جدار برلين بتمزيق هيكل يشبه جدار برلين في مباراته ضد ريد بول لايبزيغ.